# Frücht
Frücht település Németországban, Rajna-vidék-Pfalz tartományban. Lakosainak száma 569 fő (2023. december 31.).

## Népesség
A település népességének változása:
| Lakosok száma | 544  | 556  | 547  | 560  | 552  | 569  |
|               | 1975 | 2017 | 2019 | 2021 | 2022 | 2023 |